# کراکو (ویسکانسین)
کراکو (به انگلیسی: Krakow) یک منطقهٔ مسکونی در ایالات متحده آمریکا است که در ویسکانسین واقع شده‌است. کراکو ۳۵۴ نفر جمعیت دارد و ۲۳۷٫۱۴ متر بالاتر از سطح دریا واقع شده‌است.